# Haley Webb
Haley Webb (Woodbridge, 25 de noviembre de 1985) es una actriz estadounidense, conocida por su papel de Janet en The Final Destination (2009). Haley tiene principalmente papeles en películas independientes incluyendo Rushlights, que se estrenó en 2013, En el interior (2012) y apareció en la película Big Game de 2007. También tuvo su participación como Jennifer Blake (o Julia Baccari) en la primera parte de la tercera temporada de la serie sobrenatural de MTV, Teen Wolf.

## Filmografía
| Film | Film                                                              | Film             | Film                    |
| Año  | Película                                                          | Rol              | Notas                   |
| ---- | ----------------------------------------------------------------- | ---------------- | ----------------------- |
| 2008 | Big Game                                                          | Tony             | Film                    |
| 2009 | The Final Destination                                             | Janet Cunningham | Coprotagonista          |
| 2011 | On the Inside                                                     | novia de Allen   |                         |
| 2012 | Patti                                                             | Patti Smith      | Film                    |
| 2012 | A Conversation About Cheating with My Time Travelling Future Self | Jenny            | Short                   |
| 2013 | Rushlights                                                        | Sarah Johnson    | Protagonista            |
| 2013 | Wonderstruck                                                      | Amy              | -                       |
| 2014 | Lost in Gray                                                      | Dana             | Short                   |
| 2015 | Letter Never Sent                                                 | Claire Goodster  | TV film                 |
| 2015 | BYoutiful                                                         | Becca Ayres      | corto también productor |
| 2015 | Sugar Mountain                                                    | Lauren Huxley    |                         |
| 2015 | Teen Wolf                                                         | Jennifer Blake   |                         |